# Bakhtiyar Kozhatayev
Bakhtiyar Kozhatayev, né le 28 mars 1992 à Petropavl, est un coureur cycliste kazakh, grimpeur, membre de l'équipe Astana de 2015 à 2018.

## Biographie
En 2013, Bakhtiyar Kozhatayev termine 3e du Heydar Aliyev Anniversary Tour, 5e de la Coupe des nations Ville Saguenay, 6e du Tour Alsace, 7e du Gran Premio di Poggiana, 9e du Gran Premio Capodarco, 4e du Tour d'Almaty mais surtout 4e du Tour de l'Avenir. Il se présente au championnat du monde sur route espoirs en tant que leader de l'équipe du Kazakhstan mais il lâche le groupe de tête dans le dernier tour à cause de crampes, il termine la course à la 30e place.
En fin d'année 2018, le contrat liant Bakhtiyar Kozhatayev à Astana n'est été renouvelé après qu'un problème cardiaque lui a été détecté durant l'automne.

## Palmarès
- 2012[2]
  - 3e du Heydar Aliyev Anniversary Tour
- 2013
  - 3e du Tour d'Azerbaïdjan
  - 4e du Tour de l'Avenir
  - 5e de la Coupe des nations Ville Saguenay
- 2014
  - 2e du Tour Bohemia
- 2016
  - 1re étape du Tour du Trentin (contre-la-montre par équipes)
- 2017
  -  Champion d'Asie du contre-la-montre par équipes

## Résultats sur les grands tours

### Tour d'Italie
- 2016 : 65e

### Tour de France
- 2017 : 93e

## Classements mondiaux
| Année           | 2012 | 2013 | 2014 | 2015 |
| --------------- | ---- | ---- | ---- | ---- |
| UCI World Tour  |      |      |      | nc   |
| UCI Asia Tour   |      |      | 101e |      |
| UCI Europe Tour | 604e | 317e | 342e |      |